# Adolf Prokop
Adolf Prokop (Altenbuch, 2 febbraio 1939) è un arbitro di calcio tedesco.
Membro della Federazione calcistica della Germania Est, ha diretto 283 partite di DDR-Oberliga dal 1969 al 1988.
Erede del più famoso Rudi Glöckner che, diventato componente della Commissione arbitrale UEFA, avrebbe avuto Prokop come sottoposto, durante il longevo periodo di attività ha conseguito importanti traguardi.
Infatti è stato, in successione, selezionato per il torneo Olimpico del 1976 (dove dirige ad Ottawa l'incontro Iran - Cuba) per il Campionato mondiale di calcio 1978 (dove dirige Paesi Bassi-Perù), per il Campionato europeo di calcio 1980 (dove gli tocca Paesi Bassi-Grecia), per il Campionato mondiale di calcio 1982 (dove è protagonista di Austria-Irlanda del Nord) e per il Campionato europeo di calcio 1984 (dove lo si vede all'opera in Danimarca-Belgio).
Ha arbitrato la finale di andata di Supercoppa europea 1979, la finale di andata di Coppa UEFA 1980-1981 tra Ipswich Town e AZ Alkmaar, vinta 3-0 dagli inglesi, e la finale di Coppa delle Coppe 1983-1984 Juventus-Porto, vinta 2-1 dai bianconeri.
Vanta anche la direzione in due semifinale di Coppa dei Campioni (nel 1985 e nel 1986), due semifinali di Coppa delle Coppe (nel 1978 e nel 1983) e una semifinale di Coppa UEFA (nel 1977).
Nel 1978, durante l'incontro eliminatorio di Coppa dei Campioni tra Real Madrid e Grasshoppers viene coinvolto nell'episodio che avrebbe portato alla lunga squalifica (due anni) del giocatore madridista Juanito, reo di aver tentato un'aggressione nei confronti del direttore di gara.
La FIFA, nel 1991, gli conferisce il prestigioso FIFA Special Award
Di professione è stato poliziotto, adibito dal Ministero dell'Interno tedesco al servizio della STASI.